# Estados Unidos Centrais
Os Estados Unidos Centrais é uma região entre os Estados Unidos Orientais e os Estados Unidos Ocidentais, uma parte de três regiões-modelo, aproximadamente coincidente com o Centro-Oeste americano  mais as porções oeste e sul do Região Sul dos Estados Unidos. O termo é também usado mediamente como sinônimo de Meio-Oeste, omitindo todo ou grande parte do sul.

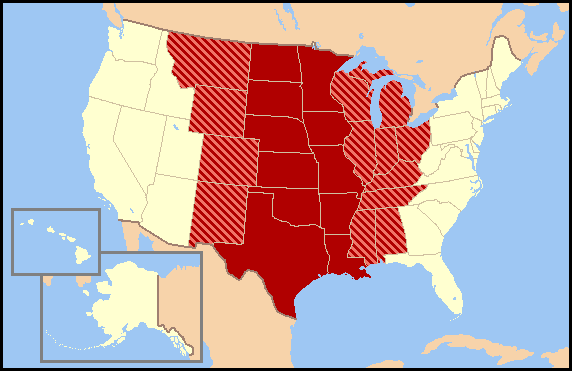
Região Central destacada no mapa

Estes estados localizam-se mais na porção centro-leste do que no centro dos EUA. Estados como Colorado, geograficamento muito próximo ao centro dos EUA continentais, praticamnete não é considerado como um estado central, enquanto que Ohio, localizado no centro-leste, é conseiderado como central.
4 de 9 das Regiões Oficiais dos EUA possuem nomes contendo "Central" no nome, embora elas não sejam agrupadas como uma região. A região inclui 20 estados e 39,45% da população americana (2007).
Quase toda a área desses 20 estados se localizam na Bacia Hidrográfica do Golfo do México, grande parte da Bacia Hidrográfica do Mississippi. 